# Colea
Colea es un género con 51 especies de árboles pertenecientes a la familia Bignoniaceae.

## Taxonomía
El género fue descrito por Bojer ex Meisn.  y publicado en Plantarum vascularium genera secundum ordines ... 1: 301. 1840. La especie tipo es: Colea mauritiana Bojer ex DC. 

## Especies
- Colea alata H.Perrier
- Colea alba H.Perrier
- Colea asperrima H.Perrier
- Colea barbatula H.Perrier
- Colea bernieri Baill. ex H.Perrier
- Colea campenonii H.Perrier
- Colea colei (Bojer ex Hook.) M.L.Green
- Colea concinna Baker
- Colea fusca H.Perrier
- Colea gentryi Zjhra
- Colea hirsuta Aug.DC.
- Colea lantziana Baill.
- Colea lutescens H.Perrier
- Colea muricata H.Perrier
- Colea myriaptera H.Perrier
- Colea nana H.Perrier
- Colea obtusifolia DC.
- Colea purpurascens Seem.
- Colea resupinata Zjhra
- Colea rosea Zjhra
- Colea rubra H.Perrier
- Colea seychellarum Seem.
- Colea sytsmae Zjhra
- Colea tetragona DC.
- Lista completa de especies